# Blumentopf
Blumentopf – niemiecki zespół hip-hopowy z Monachium. Jego pierwszy album został wydany w 1997 roku przez Four Music, wytwórnię, z którą zespół ma do tej pory podpisany kontrakt. W 2001 i 2002 roku czytelnicy gazety hip-hopowej Juice przyznali mu tytuł najlepszego live-bandu. W hip-hopowych kręgach zespół ceniony jest przede wszystkim za wysoki poziom tekstów.
Story-telling, jeden z dwóch głównych składników rapu, pojawia się w większości tekstów Blumentopf. Członkowie zespołu próbują za pomocą humorystycznych, ironicznych tekstów o codzienności, kontaktach międzyludzkich, imprezach i fikcyjnych historii nawiązać do prawdziwych gospodarczych i politycznych tematów. Battle-rap, drugi element rapu, nie jest dla nich ważny. Jeżeli w ogóle się pojawia w ich utworach, częściej dotyczy chwalenia siebie niż krytykowania innych.
Bity, najczęściej produkowane przez DJ Sepalota, cały czas się rozwijają. Na pierwszych trzech albumach, szczególnie na debiutanckim, były wykorzystywane sample z płyt funkowych, jazzowych i soulowych. Na czwartym albumie, Gern geschehen, obecne są również mocne "plastikowe" bity oraz nietypowe pomysły jak w „Jeder zweite linkt dich”, który składa się z krótkiego sampla z muzyki filmowej.
W ostatnich latach niektórzy członkowie zespołu nauczyli się grać na instrumentach, dlatego coraz częściej sami tworzą swoje piosenki; na Gern gesehen-DVD można zobaczyć ich live-track.
W 2005 grupa występowała na trasie Nah-Ost, której pomysłodawcą był instytut Goethego. Zespół współpracował z lokalnymi muzykami z Egiptu, Jordanii, Izraela, Syrii i Libanu.
Podczas mistrzostw świata piłki nożnej 2006 członkowie grupy rozpoczęli współpracę z pierwszym programem niemieckiej telewizji publicznej. Podczas relacji z meczu gra niemieckiego zespołu była komentowana przez zespół.
Zespół reprezentował Bawarię podczas konkursu muzycznego Bundesvision 2010, który był na czwartym miejscu z piosenką "So-La-La" (So So).
W 2016 roku zespół rozpadł się.

## Skład
- MC: Cajus Heinzmann (Cajus, Heinemann)
- MC: Bernhard Wunderlich (Holunder, Holundermann)
- MC: Florian Schuster (Flo, Schu)
- MC: Roger Manglus (Roger)
- DJ: Sebastian Weiss (Sepalot, DJ Sepalot)

## Dyskografia
- Demo-CD (1995) - z "Ich bin sexy", "An meine Homies" etc.
- Kein Zufall (1997) (Debüt-LP)
- Großes Kino (1999)
- Eins A (2001) nominowana do Comet
- Gern geschehen (2003)
- Musikmaschine (8 września 2006)

### Single
- Abhängen (1996) [bez labelu i wypuszczona jako"Da Blumentopf" ]
- 6 Meter 90 (1997)
- Man kann nicht alles haben (1997)
- Fensterplatz (1999)
- Was der Handel (1999)
- Safari (2000)
- Liebe und Hass (2001)
- R'n'B (2001)
- Flirtaholics (2002)
- Better Life GmbH (2003)
- Macht Platz (2004)
- Alt feat. Texta (2004)
- Horst (18 sierpnia 2006)

## DVD
Gern gesehen (wrzesień 2004)

## Gościnne występy
- Wildwechsel (1996) z Fettes Brot (na ich LP Außen Top Hits, innen Geschmack)
- Alpenpanorama & Zukunftsmusik (1998) z Total Chaos (na ich LP WerWasWannWieWo)
- 2:2 (2000) (na Sampler Four Elements)
- Session drei & Session vier (2000) z Main Concept (na LP Plan 58)
- Süßlicher Weihrauch (2000) z Brotlose Kunst (na LP Sklaven der Zeit)
- 3 mal täglich (2001) z Droopy the Hitmachine (na Kot uff de Street)
- Bermuda Dreieck (2002) z Total Chaos (na EP Die Zwei)
- Die unendliche Geschichte (2002) (na Sampler Rap.de/Allstars 2)
- Kaleidoskop (2002) (EP od Blumentopf, Texta i Total Chaos)
- Liebe und Hass Teil II (2002) z I.L.L. Will (na LP LP, niekompletne)
- Niemand (2002) z Roey Marquis II. (naLP "Herzessenz")
- Viel Spaß z FlowinImmO & Esther (2002) (na Sampler Four Elements Vol. 2)
- Kaliweed (2003) z Les Babacools (na LP Companeros 36)
- Saftig & Sei da (2003) (Style Liga #8)
- Egal wo! (2004) z Clueso (na LP Gute Musik)
- Alt (2004) z Texta (na LP So oder so)
- Ich wär so gern... (2005) z Nico Suave (na CD Mit Liebe gemacht)
- Adam und Ivo (2005) z Main Concept (na LP Equilibrium)
- Weißt du wer? (2005) z Toni L i Black Tiger (na Maxi-CD Weißt du wer?)
- Wer spielt mit uns? (2006) z Vier zu Eins auf deren LP Abenteuer3